# Sarrians
 Sarrians  es una población y comuna francesa, en la región de Provenza-Alpes-Costa Azul, departamento de Vaucluse, en el distrito de Carpentras y cantón de Carpentras-Nord.
Está integrada en la Communauté d'agglomération Ventoux - Comtat Venaissin.

## Demografía
| 3301 | 3554 | 4052 | 5030 | 5094 | 5459 |
| Para los censos de 1962 a 1999 la población legal corresponde a la población sin duplicidades (Fuente: INSEE [Consultar]) |      |      |      |      |      |

Forma parte de la aglomeración urbana de Aviñón.